# Markvart
Markvart (další podoby jsou Markvard, Marquard, Markward, Marquardt apod.) je mužské jméno starogermánského původu.
Markvart slaví svátek 2. února, 27. února a 6. května.

## Původ
První část pochází buď z germánského výrazu marha - "kůň", nebo výrazu marca - "území, hranice, pohraniční okres" apod., a druhá část ze starohornoněmeckého wart - "stráž, hlídka". Jméno by se tedy volně dalo přeložit jako strážce hranice - pohraničník.
Patronem tohoto jména je sv. Markvart, biskup hildesheimský, jeden z mučedníků z Ebsdorfu, který žil v 9. století.
V českých zemích a dalších slovanských zemích střední Evropy se jméno objevuje ve středověku.

## Osoby
Jméno Markvart, či jeho další podoby měly např. tyto osobnosti:
- sv. Markvart, biskup hildesheimský, jeden z ebsdorfských mučedníků
- Markvart, český pán, zakladatel rodu Markvarticů
- Markvart z Annweileru († 1202), regent Sicilského království a účastník třetí křížové výpravy
- Markvard I. z Randecku, v letech 1365–1381 aquilejský patriarcha
- Markvart ze Salzbachu (14.-15. století), křižácký rytíř a hodnostář, komtur v baltskémBrandenburgu
- Markvart Šebestián Schenk ze Stauffenbergu (1644-1693), kníže-biskup bamberský
- Markvart Ludvík z Printzenu (1675-1725), pruský diplomat a politik
- Markvart Josef Koc z Dobrše (1770-1828), český šlechtic a spisovatel
- Karel Markvart Viktor, hrabě z Kagenecku (1871-1967), německý šlechtic a voják
- Marquard Schwarz (1887-1968), americký plavec, olympijský medailista z letních her 1904 v Saint Louis
- Marquard Bohm (1941-2006), německý herec